# Imago Pietatis

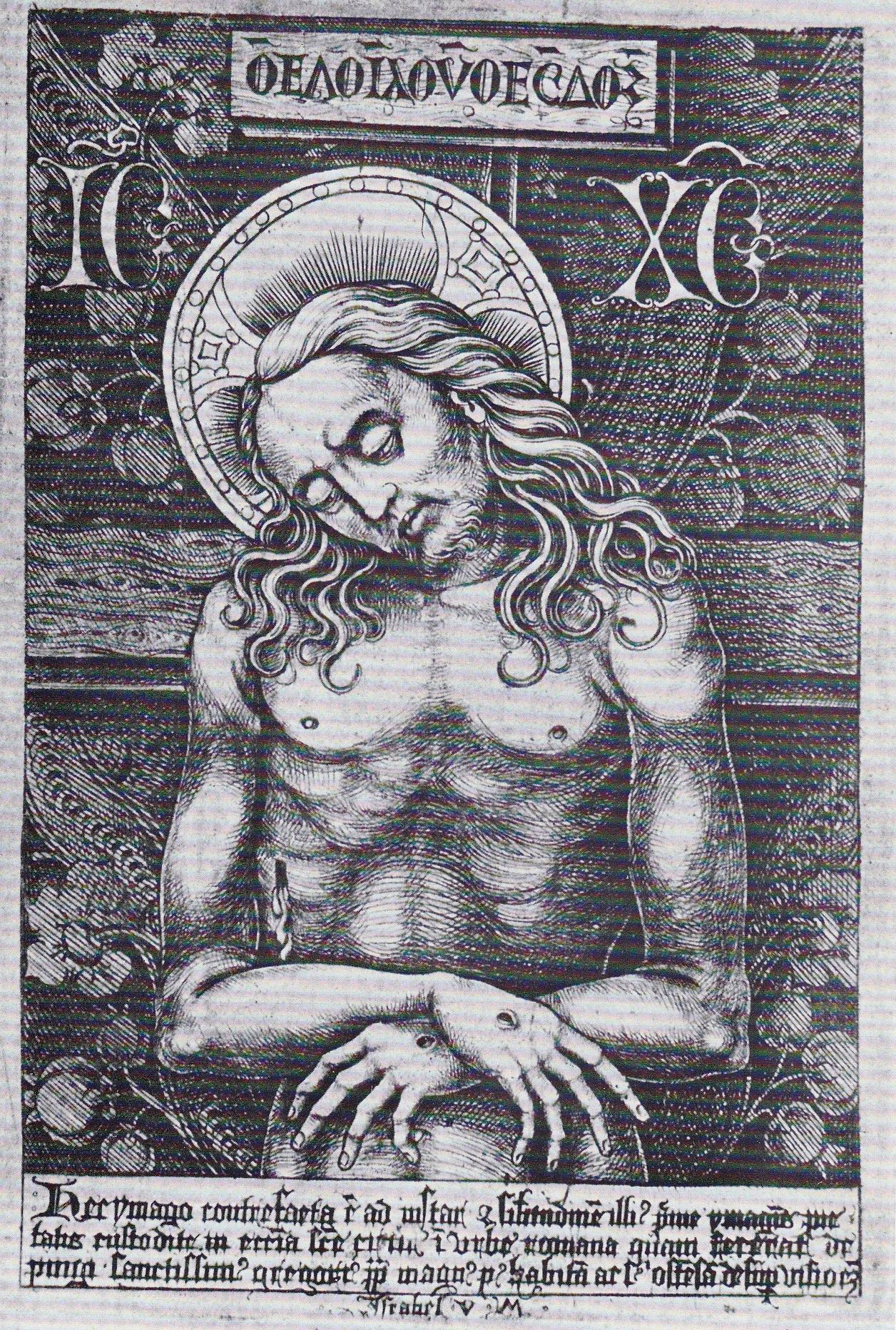
L'Imago Pietatis in un'incisione di Isrhael van Meckenen, ispirata al mosaico nella basilica di Santa Croce in Gerusalemme a Roma

L'Imago Pietatis, o più modernamente Cristo in pietà, è una particolare iconografia della Passione di Cristo; è nota anche con i nomi di Uomo dei dolori e Cristo Passo.

## Storia
Questa raffigurazione ha le sue radici nell'iconografia bizantina dell'Akra Tapeinosis  (άκρα ταπείνωσις in italiano Somma Umiliazione), ma si sviluppa nell'Occidente latino soprattutto a partire dal Trecento, epoca in cui fioriscono vari movimenti religiosi che predicano la Sequela Christi (ossia vivere secondo l'esempio di Cristo, ad esempio la Devotio moderna).
Questo soggetto fu molto spesso posto al centro delle cimase dei polittici ed è anche rappresentato all'interno di svariati dipinti della Messa di san Gregorio.

## Descrizione e terminologia
Di base, si tratta di una rappresentazione di Gesù morto che si erge dal sepolcro, ma sono documentate numerosissime varianti: la figura può anche essere intera, appoggiata a una croce; il Cristo può essere da solo, oppure affiancato da Maria, da sola o assieme a Giovanni, o ancora circondato da due o più angeli (Engelpietà in tedesco), raffigurazione quest'ultima diffusasi forse a partire dal Cristo morto di Donatello.
Possono anche essere presenti i simboli dell'Arma Christi (richiamo all'apparizione miracolosa durante la Messa di san Gregorio), e il calice che raccoglie il sangue che esce dal costato. Le braccia possono essere incrociate nella posa tipica dei defunti, spalancate o nella posa dell'ostensio vulnerum (oppure con la destra che indica la ferita sul costato).
Oltre al nome di Imago Pietatis ("Cristo in Pietà"), si registrano anche "Uomo dei Dolori" (Vir dolorum, titolo tratto dal libro di Isaia, 53, 3, coniato in Nord Europa e usato pressoché in tutte le altre lingue europee) e Cristo Passo (titolazione limitata al Veneto).
Non mancano tuttavia interpretazioni più restrittive, che considerano Imago Pietatis solo le rappresentazioni conformi al mosaico nella basilica di Santa Croce in Gerusalemme a Roma; secondo questa definizione, per le rappresentazioni a figura intera va usato il termine Lebender Schmerzensmann ("Uomo dei Dolori vivente"), e per quelle con il calice che raccoglie il sangue Eucharisticher Schmerzensmann ("Uomo dei Dolori eucaristico"), entrambe diciture che mettono più in evidenza l'origine nordica di questi soggetti.

## Nell'arte
All'Imago Pietatis fa riferimento Masolino nella sua Pietà che, pur muovendosi nel solco della tradizione, la rinnova profondamente, interpretandola con spirito rinascimentale. Ma anche il pittore Hans Memling raffigura tale iconografia. Dalla stessa titolazione, tale iconografia la riprese anche Sandro Botticelli nel suo Cristo dei dolori  (eseguito tra la fine del XV e l'inizio del XVI secolo).